# Christiano Troisi

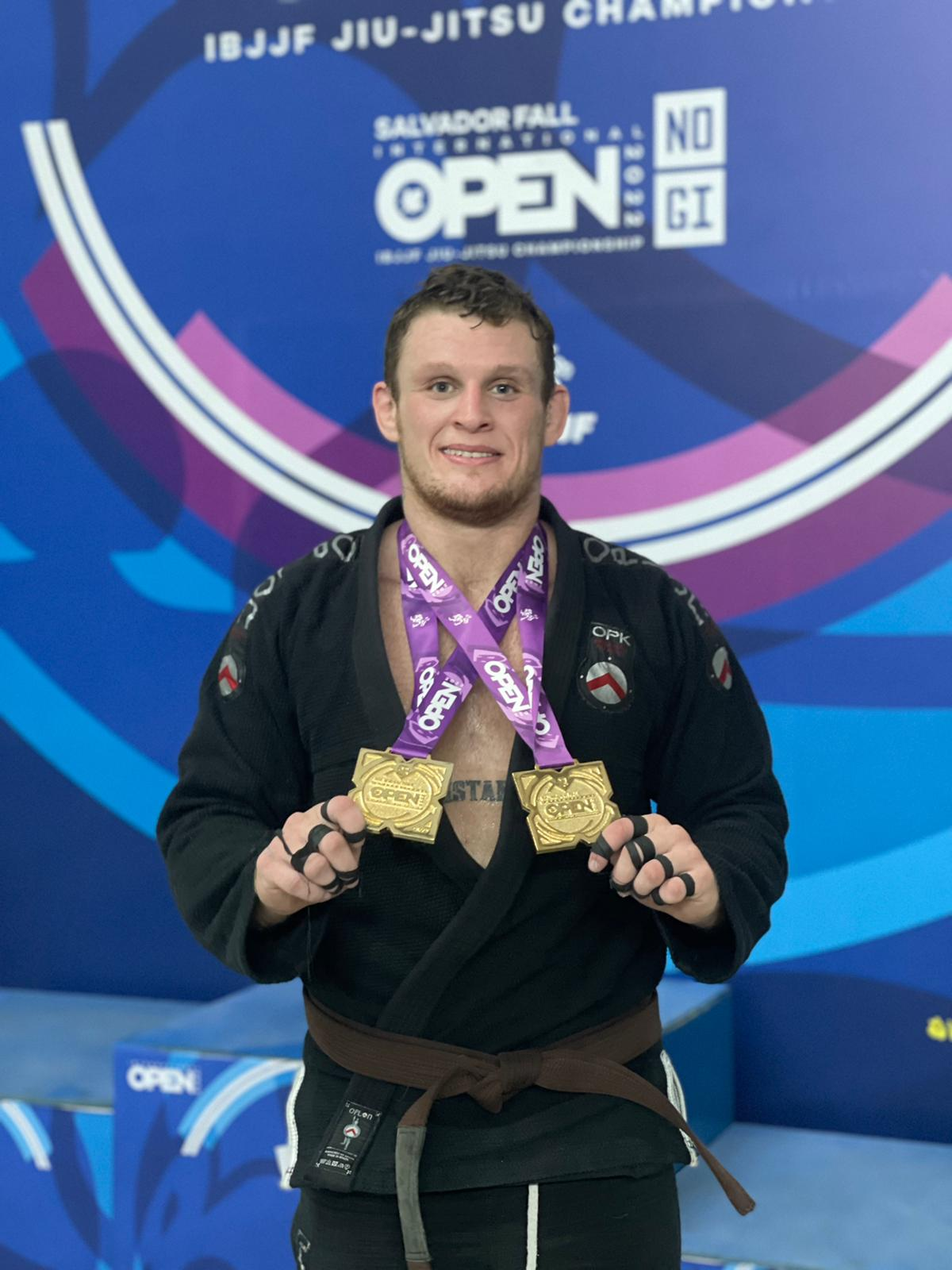
Lutador Christiano Troisi com duas medalhas conquistadas no campeonato da IBJJF Open.

Christiano Tayfour Troisi Moreira  (Santos, 6 de agosto de 1995) é um lutador de Jiu Jitsu na divisão meio pesado - pesado. Lutando pela equipe da Checkmat - com seus mestres Thiago Abreu, Gabriel Rollo e Rafa Rafa. No ano de 2022 conquistou a faixa preta.

## 2017
Em 2017, na sua primeira competição internacional no National Pro Greece realizado em Atenas. Conquistou ouro na categoria meio pesado (94 kg). Nesse mesmo ano, foi campeão da primeira etapa do Paulista e do sul-americano sem quimono peso e absoluto - Nogi .

## 2018
Em 2018, na época fazia parte da equipe Zenith BJJ - comandada por Rodrigo Cavaca -  de Santos que foi ouro no Campeonato Brasileiro por Equipes, categoria azul pesado, de Jiu Jitsu. Lutaram contra três equipes e venceram todas as lutas (nove) .

## 2019
Em 2019, foi campeão de jiu Jitsu com e sem kimono no Salvador Open, disputado na capital baiana. Fez duas lutas na categoria pesado, com faixa roxa, de kimono. Ambas terminaram com vitória por finalização. No absoluto de kimono, fez mais 2 lutas: venceu uma por 7 a 0 e perdeu a segunda .

## 2021
Em 2021, conquistou a etapa do Tour de Abu Dhabi, em Guarapari, no Espírito Santo, pela Uaejjf (Federação de Abu Dhabi). Fazendo parte da equipe Fupes/Checkmat Santos foi campeão na categoria até 94 kg, faixa marrom. Vencendo três lutas, sendo duas por finalização e uma por pontos .

## 2022
Em 2022, conquistou duas medalhas de ouro no Salvador Fall International Open, disputado em Cajazeiras, na capital baiana. Venceu as cinco lutas que disputou, todas por finalização .
Também conquistou duas medalhas de prata no Open de Jiu-Jitsu, realizado em Londres, na Inglaterra. A competição organizada pela IBJJF (nternational Brazilian Jiu-Jitsu Federation). 
Estreou com a faixa preta, conquistando as medalhas nas categorias super pesado e absoluto. Para chegar às finais, fez cinco lutas, sendo duas no seu peso e três no absoluto, contra atletas ingleses, conseguindo finalizar três adversários .